# Verband der Bergbauindustriearbeiter Deutschlands
Der Verband der Bergbauindustriearbeiter Deutschlands wurde 1889 als Verband zur Förderung und Wahrung bergmännischer Interessen in Rheinland und Westfalen gegründet und vielfach umbenannt. Die freie Gewerkschaft organisierte Bergleute im Deutschen Kaiserreich und in der Weimarer Republik (siehe auch Deutsche Bergarbeitergewerkschaften). Da er älter war als der fünf Jahre später gegründete Gewerkverein christlicher Bergarbeiter, nannten die Bergleute, denen der offizielle Name zu lang war, den Verband durchweg „Alter Verband“.

## Geschichte
Im großen Bergarbeiterstreik von 1889 war die Notwendigkeit einer gewerkschaftlichen Vertretung der Ruhrbergarbeiter deutlich geworden. Die Gewerkschaft wurde am 18. August 1889 bei einem Treffen in Dorstfeld gegründet, um Bergleute im Rheinland und in Westfalen zu vertreten. Bis zum folgenden Jahr wurde die Tätigkeit auf ganz Deutschland ausgedehnt. Im Lauf der Jahre hatte der Verband folgend Namen:
- 1889–1889: Verband zur Förderung und Wahrung bergmännischer Interessen in Rheinland und Westfalen
- 1889–1890: Verband rheinisch westfälischer Bergleute
- 1890–1892: Verband Deutscher Bergleute
- 1892–1901: Verband deutscher Berg- und Hüttenleute
- 1901–1904: Deutscher Bergarbeiter-Verband
- 1904–1905: Verband deutscher Bergarbeiter
- 1905–1929: Verband der Bergarbeiter Deutschlands
- 1929–1933: Verband der Bergbauindustriearbeiter Deutschlands

Die Gewerkschaft war Mitglied in der Generalkommission der Gewerkschaften Deutschlands und dem Nachfolger Allgemeiner Deutscher Gewerkschaftsbund. International war die Gewerkschaft Mitglied beim Internationalen Bergarbeiterverband.
Am 2. Mai 1933 wurde die Gewerkschaft von den Nationalsozialisten zerschlagen. SA-Mitglieder hatten zuvor die Hauptzentrale des Verbandes in Bochum besetzt und verwüstet.
Nachfolger nach dem Zweiten Weltkrieg waren in Ostdeutschland die Industriegewerkschaft Bergbau sowie im Westen die Gewerkschaft IG Bergbau, die 1997 in der heutigen IG Bergbau, Chemie, Energie aufging.

## Vorsitzende
- 1889–1895: Fritz Bunte
- 1895–1901: Heinrich Möller
- 1902–1919: Hermann Sachse
- 1919–1933: Fritz Husemann